# Zastava Donjecke Narodne Republike
Zastava nepriznate Donjecke Narodne Republike se sastoji od tri jednako široke vodoravne pruge(crne, plave i crvene boje) i dvoglave ptice koja na sebi nosi grb vjerojatno nekog svetca. Ptica i njen grb su ujedno i grb Donjecke Narodne Republike. Na zastavi stoji natpis "донецкая народная республика" što znači Donjecka Narodna Republika. Zastava Donjecka vrlo podsjeća na zastavu Rusije jer je promijenjena boja samo prve pruge.